# Хассун, Вассеф Али
Вассеф Али Хассун (англ. Wassef Ali Hassoun, араб. واصف علي حسون‎; родился 1 января 1980) — военнослужащий Корпуса морской пехоты США ливанского происхождения, который стал известен в 2004 году после того, как в новостях появились сообщения о его похищении террористами в Ираке и последующем освобождении при участии американцев. История о его похищении и освобождении казалась многим сомнительной, поскольку позже Хассун был признан дезертиром и объявлен в розыск. После дезертирства он объявился только в 2014 году.

## Биография
Капрал Вассеф Али Хассун проходил службу в 2004 году в составе 1-го экспедиционного корпуса при Корпусе морской пехоты США в качестве переводчика. 19 июня 2004 года он бесследно исчез в Ираке с базы в городе Фаллуджа. 27 июня телеканал «Аль-Джазира» показал видео, на котором был изображён якобы попавший в плен к исламским террористам Хассун, которые собирались его убить. Похитители представились как члены организации «Исламский ответ» — службы безопасности организации «Национальное исламское сопротивление» и бригад имени революции 1920 года.
3 июля 2004 года на одном из исламистских сайтов появилось сообщение, что группировка «Армия защитников Сунны» убила Хассуна, но уже на следующий день она опровергла это. Как оказалось, захваченный террористами заложник, показанный в сюжете «Аль-Джазиры», был пакистанцем по происхождению. 6 июля «Аль-Джазира» сообщила о том, что пленного американца перевели в «безопасное место» после того, как он якобы пообещал дезертировать из Корпуса морской пехоты. 7 июля телеканал CNN сообщил о том, что Хассун сумел связаться со своими родственниками в Уэст-Джордане (штат Юта) и в Ливане с помощью местного посольства США, попросив их о помощи, хотя издание Houston Chronicle отрицало факт каких-либо звонков.
6 июля 2004 года агентство Associated Press распространило сообщение Сами Хассуна, брата похищенного морпеха, который утверждал, что Вассеф был освобождён. 8 июля спикер Государственного департамента США Ричард Бушер заявил, что Хассун был освобождён из плена и прибыл в посольство США в Бейруте в 11:00 утра по восточноамериканскому времени: его состояние здоровья было хорошим.
Хассуна доставили на базу ВМС США в город Куантико, штат Виргиния, где Хассун заявил, что его похитили неизвестные, удерживавшие его в плену на протяжении 19 дней, однако его затем отпустили. Он сказал, что сумел выбраться в Ливан, укрывшись в доме родственников, а затем обратился в американское посольство: его доставили на авиабазу Рамштайн в Германии, а затем и в США. Однако в ходе последующего расследования ВМС США следователи сделали вывод, что Хассун дезертировал 21 июня 2004 года из расположения КМП, хотя он всячески это отрицал. В итоге 9 декабря 2004 года министерство обороны США заявило о том, что Хассуну будут предъявлены обвинения в дезертирстве, воровстве и незаконном распоряжении военным имуществом, поскольку тот сбежал со своим служебным оружием — пистолетом Beretta M9, который так и не вернул. В случае признания его виновным Хассуну грозили увольнение с разжалованием, лишение военной пенсии и от 5 до 10 лет тюрьмы по каждому пункту обвинения.
4 января 2005 года Хассун после дозволенного ему отпуска не объявился на месте своей службы в Северной Каролине, в связи с чем его признали дезертиром и объявили в розыск. Предполагалось, что он сбежал в Ливан.
29 июня 2014 года поступили сообщения о том, что Хассун объявился и предстанет перед судом по двум обвинениям в дезертирстве. 23 февраля 2015 года Хассун был признан виновным в двух случаях дезертирства (2004 и 2005 годах) и утрате своего оружия (доказать хищение не удалось). Он был приговорён к 2 годам и 5 дням тюрьмы (ему зачли 8 месяцев пребывания под стражей), был разжалован в звании, лишён пенсии и отправлен в отставку. В увольнении с 2016 года.